# Rarkoluoppele
Rarkoluoppele är en sjö i Krokoms kommun i Jämtland och ingår i Indalsälvens huvudavrinningsområde. Sjön har en area på 0,152 kvadratkilometer och ligger 857,5 meter över havet.

## Delavrinningsområde
Rarkoluoppele ingår i det delavrinningsområde (709749-138460) som SMHI kallar för Utloppet av Rarkoluoppele. Medelhöjden är 901 meter över havet och ytan är 1,99 kvadratkilometer. Det finns inga avrinningsområden uppströms utan avrinningsområdet är högsta punkten. Vattendraget som avvattnar avrinningsområdet har biflödesordning 4, vilket innebär att vattnet flödar genom totalt 4 vattendrag innan det når havet efter 330 kilometer. Avrinningsområdet består mestadels av kalfjäll (93 procent). Avrinningsområdet har 0,15 kvadratkilometer vattenytor vilket ger det en sjöprocent på 7,4 procent.